# جيراردو باريوس
جيراردو باريوس (بالإسبانية: Gerardo Barrios)‏ (و. 1813 – 1865 م) هو سياسي من السلفادور .